# Hexen: Beyond Heretic
Hexen: Beyond Heretic is een first-person shooter ontwikkeld door Raven Software en uitgebracht door id Software in 1995. De titel komt van het Duitse woord "Hexen" dat heks betekent.

## Plot
Hexen vindt plaats in het rijk Cronos dat wordt belegerd door de kwaadaardige Korax. De speler kiest een speler uit drie helden, die erop uit trekt om Korax te verslaan. Tijdens de missie reist de speler door kerkers, de wildernis, een berggebied, een kasteel, en tenslotte de dodenstad.

## Spel
Het spel kwam als eerste uit voor MS-DOS als vervolg op de speltitel Heretic en gebruikt een aangepaste versie van de Doom-engine. Heretic was een van de eerste spellen waarmee een inventaris kon worden beïnvloed en de mogelijkheid omhoog of omlaag te kijken. In het spel komen gibs tevoorschijn wanneer het karakter lijdt onder hitte of wordt samengedrukt.
In Hexen zijn omgevingsgeluiden verwerkt zoals kwaadaardig gelach, rammelende kettingen en waterdruppels om de atmosfeer in het spel te versterken. De muziek werd gecomponeerd door Kevin Schilder, die ook in cd-audio-formaat op de cd-rom kan worden afgespeeld.

## Platforms
| Jaar | Platform                         |
| ---- | -------------------------------- |
| 1995 | MS-DOS                           |
| 1996 | Klassiek Mac OS                  |
| 1997 | PlayStation, Saturn, Nintendo 64 |

## Ontvangst
Het spel werd positief ontvangen. Men prees de selectie van personages en het vernieuwende levelontwerp. Kritiek was er op de ports voor spelcomputers.
Op aggregatiewebsite GameRankings heeft het spel een verzamelde score van 72,5%.

## Deathkings of the Dark Citadel
Deathkings of the Dark Citadel is een uitbreidingspakket dat in 1996 werd uitgebracht. Het bevat drie nieuwe centrale locaties, 20 nieuwe singleplayer-levels en zes nieuwe multiplayer-levels.
In het uitbreidingspakket gaat het verhaal verder aan het eind van Hexen. De hoofdpersoon wordt getransporteerd naar het rijk der doden. Om hieruit te ontsnappen moet hij naar de citadel reizen en de Death Kings doden.